# Víctor Morales Lezcano
Víctor Morales Lezcano (Las Palmas de Gran Canaria, España) es un historiador español, autor de varias obras sobre el Magreb y sus relaciones con España.

## Biografía
Nacido en las islas Canarias, es doctor por la Universidad Complutense de Madrid.
Es autor de obras como El colonialismo español en Marruecos, 1850-1956 (1976), Historia de la no-beligerancia española durante la Segunda Guerra Mundial (1980), España y el Norte de África. El Protectorado de Marruecos (1912-1956) (1984), Africanismo y orientalismo español en el siglo XIX (1988), España y mundo árabe: imágenes cruzadas (1993), El final del protectorado hispano-francés en Marruecos. El desafío del nacionalismo (1945-1962) (1998), Diálogos ribereños (I). Conversaciones con miembros de la élite marroquí, Diálogos ribereños (II). Conversaciones con miembros de la élite tunecina (2005), Historia de Marruecos: de los orígenes tribales y las poblaciones nómadas a la independencia y la monarquía actual (2006), Actas del Primer Simposio Canarias y el Noroeste de África : historia de una frontera (2007), junto a Javier Ponce Marrero, o Entre ambas orillas: ensayos de historia hispano-magrebíes (2008), entre otras.